# John Miljan
John Miljan, pseudonimo di Jovan Miljanovic (Lead, 9 novembre 1892 – Los Angeles, 24 gennaio 1960), è stato un attore statunitense di origini serbe.
Iniziò la sua carriera nel 1924 e continuò sino al 1958, due anni prima della sua morte, prendendo parte ad oltre 200 pellicole; tra i suoi numerosi ruoli, da ricordare quello del generale George Armstrong Custer in La conquista del West (1936) e quello dell'uomo cieco nel kolossal I dieci comandamenti (1956).
Dal 1927 fino alla morte fu sposato con Victoria Lowe, adottando i due figli che la moglie aveva avuto dal precedente matrimonio con l'attore Creighton Hale.
Morì di cancro nel 1960, all'età di 67 anni.

## Filmografia parziale
- The Overland Limited, regia di Frank O'Neill (1925)
- The Unchastened Woman, regia di James Young (1925)
- Silent Sanderson, regia di Scott R. Dunlap (1925)
- Derby reale (The Amateur Gentleman), regia di Sidney Olcott (1926)
- The Final Extra, regia di James P. Hogan (1927)
- Quarantined Rivals, regia di Archie Mayo (1927)
- Il veliero trionfante (The Yankee Clipper), regia di Rupert Julian (1927)
- Una maschietta tutto pepe (Rough House Rosie), regia di Frank R. Strayer (1927)
- Fiumana di fango (Framed), regia di Charles Brabin (1927)
- Lovers?, regia di John M. Stahl (1927)
- The Satin Woman, regia di Walter Lang (1927)
- The Home Towners, regia di Bryan Foy (1928)
- I lupi della City (Tenderloin), regia di Michael Curtiz (1928)
- Lady Be Good, regia di Richard Wallace (1928)
- Lo spettro verde (The Unholy Night), regia di Lionel Barrymore (1929)
- L'indomabile (Untamed), regia di Jack Conway (1929)
- Il tenente di Napoleone (Devil-May-Care), regia di Sidney Franklin (1929)
- Il club delle donne (The Woman Racket), regia di Albert H. Kelley (1930)
- Il vampiro del mare (The Sea Bat), regia di Wesley Ruggles, Lionel Barrymore (1930)
- Show Girl in Hollywood, regia di Mervyn LeRoy (1930)
- Debito d'odio (Paid), regia di Sam Wood (1930)
- Ragazze che sognano (Our Blushing Brides), regia di Harry Beaumont (1930)
- La banda dei fantasmi (Remote Control), regia di Nick Grinde, Edward Sedgwick, Malcolm St. Clair (1930)
- La modella (Inspiration), regia di Clarence Brown (1931)
- Gentleman's Fate, regia di Mervyn LeRoy (1931)
- The Secret Six, regia di George W. Hill (1931)
- Iron Man, regia di Tod Browning (1931)
- Lo sciopero delle mogli (Politics), regia di Charles Reisner (1931)
- Il figlio dell'India (Son of India), regia di Jacques Feyder (1931)
- Cortigiana (Susan Lenox), regia di Robert Z. Leonard (1931)
- I demoni dell'aria (Hell Divers), regia di George W. Hill (1931)
- L'amante (Possessed), regia di Clarence Brown (1931)
- Risveglio (West of Broadway), regia di Harry Beaumont (1931)
- Ingratitudine (Emma), regia di Clarence Brown (1932)
- Arsenio Lupin (Arsène Lupin), regia di Jack Conway (1932)
- The Rich Are Always with Us, regia di Alfred E. Green (1932)
- The Wet Parade, regia di Victor Fleming (1932)
- Prosperity, regia di Sam Wood (1932)
- Il segreto di Nora Moran, regia di Phil Goldstone (1933)
- La spia B 28 (Madame Spy), regia di Karl Freund (1934)
- The Poor Rich, regia di Edward Sedgwick (1934)
- Vortice (Whirlpool), regia di Roy William Neill (1934)
- The Line-Up, regia di Howard Higgin (1934)
- Unknown Blonde, regia di Hobart Henley (1934)
- Una stella s'innamora (Young and Beautiful), regia di Joseph Santley (1934)
- Belle of the Nineties, regia di Leo McCarey (1934)
- Tomorrow's Youth, regia di Charles Lamont (1934)
- The Ghost Walks, regia di Frank R. Strayer (1934)
- L'uomo dai due volti (Charlie Chan in Paris), regia di Lewis Seiler (1935)
- Mississippi, regia di A. Edward Sutherland (1935)
- Under the Pampas Moon, regia di James Tinling (1935)
- È scomparsa una donna (Three Kids and a Queen), regia di Edward Ludwig (1935)
- Murder at Glen Athol, regia di Frank R. Strayer (1936)
- L'ebbrezza dell'oro (Sutter's Gold), regia di James Cruze (1936)
- Difendo il mio amore (Private Number), regia di Roy Del Ruth (1936)
- Il fantino della Louisiana (The Gentleman from Louisiana), regia di Irving Pichel (1936)
- North of Nome, regia di William Nigh (1936)
- La conquista del West (The Plainsman), regia di Cecil B. DeMille (1936)
- Arizona Mahoney, regia di James P. Hogan (1936)
- Torchy Runs for Mayor, regia di Ray McCarey (1939)
- Un vagabondo alla corte di Francia (If I Were King), regia di Frank Lloyd (1938)
- Il terrore dell'Ovest (The Oklahoma Kid), regia di Lloyd Bacon (1939)
- Il conquistatore del Messico (Juarez), regia di William Dieterle (1939)
- Luna nuova (New Moon), regia di Robert Z. Leonard (1940)
- Dedizione (The Big Street), regia di Irving Reis (1942)
- 19º stormo bombardieri (Bombardier), regia di Richard Wallace (1943)
- Il passo del carnefice (The Fallen Sparrow), regia di Richard Wallace (1943)
- Le sorprese dell'amore (Bride by Mistake), regia di Richard Wallace (1944)
- Tutti pazzi (It's in the Bag!), regia di Richard Wallace (1945)
- Frac e cravatta bianca (White Tie and Tails), regia di Charles Barton (1946)
- I gangsters (The Killers), regia di Robert Siodmak (1946)
- Sinbad il marinaio (Sinbad, the Sailor), regia di Richard Wallace (1947)
- Questo è il mio uomo (That's My Man), regia di Frank Borzage (1947)
- Duello infernale (Stampede), regia di Lesley Selander (1949)
- Sansone e Dalila (Samson and Delilah), regia di Cecil B. DeMille (1949)
- Le valli della solitudine (Mrs. Mike), regia di Louis King (1949)
- M, regia di Joseph Losey (1951)
- La schiava del pirata (Pirates of Tripoli), regia di Felix E. Feist (1955)
- All'ombra del patibolo (Run for Cover), regia di Nicholas Ray (1955)
- I dieci comandamenti (The Ten Commandments), regia di Cecil B. DeMille (1956)
- Il guerriero apache (Apache Warrior), regia di Elmo Williams (1957)
- Il cavaliere azzurro della città dell'oro (The Lone Ranger and the Lost City of Gold), regia di Lesley Selander (1958)